# Castellana 81

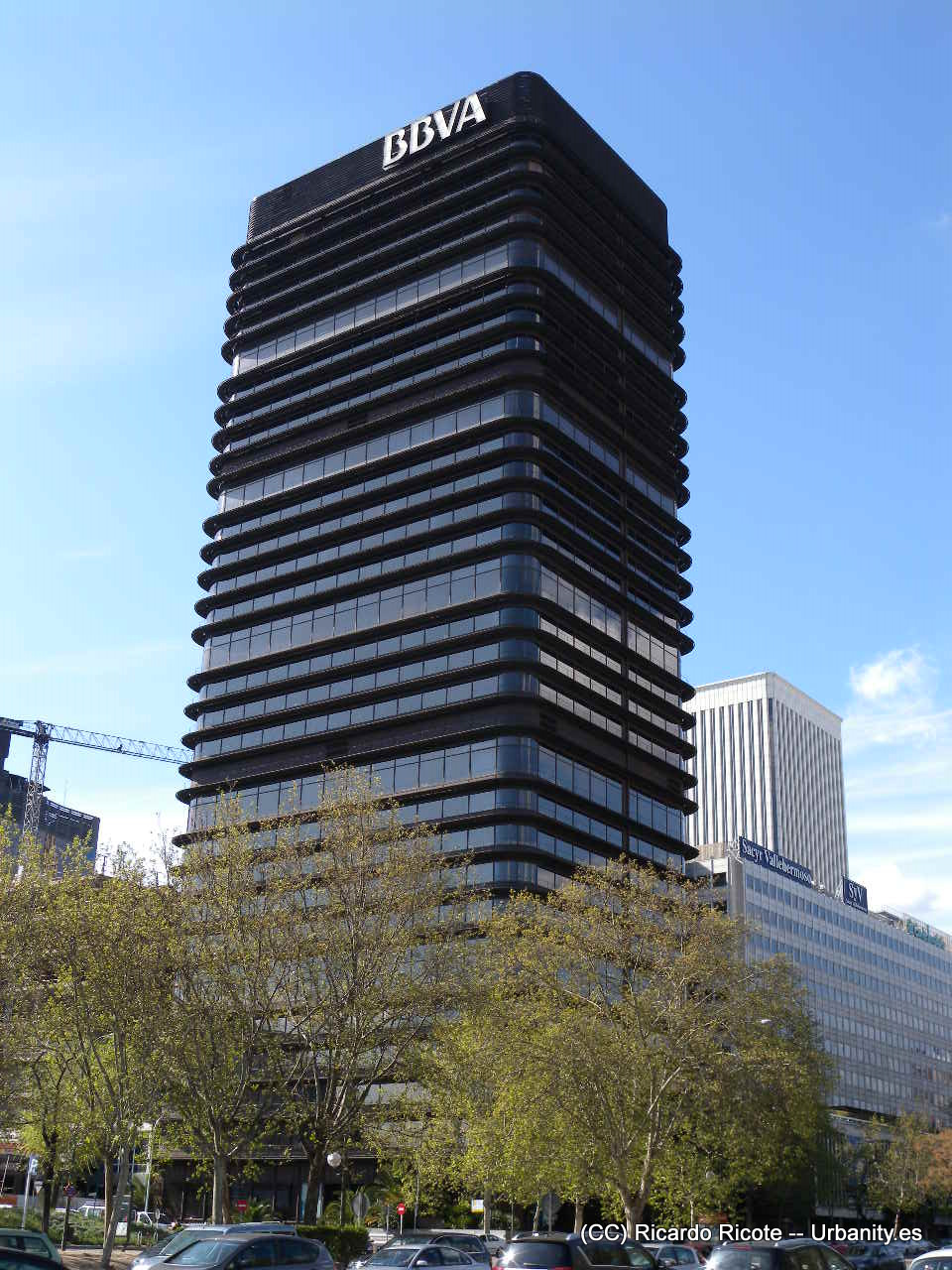
Castellana 81 em Madrid.

O Castellana 81 é um dos arranha-céus mais altos da cidade espanhola de Madrid. Pertence ao grupo BBVA e foi projectado por Francisco Javier Sáenz de Oiza. A sua construção decorreu entre 1978 e 1981.

## Dados
Altura: 108 metros
Pisos: 30cas